# 声临其境
《声临其境》，是中国大陆湖南卫视推出的一档竞技类综艺节目，由制作过《一年级》系列节目的制作人徐晴及其团队打造，以台词和配音作为切入点，主打明星之间同台竞声，现场比拼演员的台词功底与配音员的配音能力。节目于2017年10月30日录制样片，2017年12月30日播出「试播集」；第一季共11期，于2017年12月19日启动录制，2018年1月6日起每週六22:00接档《亲爱的·客栈第一季》播出；第二季共12期，于2018年12月23日启动录制，2019年1月25日起每週五20:10接档《声入人心第一季》播出；第三季共14期，于2019年12月2日启动录制，2019年12月28日起每週六22:00接档《舞蹈风暴》播出。

## 制作
在2017年4月23日播出的《2017书香中国全民阅读系列活动启动式》上，由徐涛、李立宏、曲敬国、吴俊全、刘润成等几位艺术家共同表演的《三国演义》配音片段打动了无数观众。晚会结束后，负责该晚会的制作人徐晴便希望以此片段为原型，制作一档单纯比拼声音的综艺节目。经过深入的市场研究及反复打磨后，节目于2017年12月最终成型，并确定了「经典之声」、「魔力之声」和「声音大秀」三个竞演环节。

## 播出时间
| 所在地   | 电视台    | 播出日期       | 播出时间                |
| -------- | --------- | -------------- | ----------------------- |
| 中国大陆 | 湖南卫视  | 2018年1月6日   | 第一季，每週六22:00播出 |
| 中国大陆 | 湖南卫视  | 2019年1月25日  | 第二季，每週五20:10播出 |
| 中国大陆 | 湖南卫视  | 2019年12月28日 | 第三季，每週六22:00播出 |
| 新加坡   | HUB都会台 | 2019年10月27日 | 第二季，每週日20:00播出 |

## 赛制
节目第一季共11期，包括常规竞演与总决赛。
常规竞演共9场，每场常规竞演将有四位台词功底深厚或声音动听的演员及配音员围绕当期主题展开声音对决。竞演现场会设置一个由5－6人组成的新声班，负责根据大屏幕上呈现出的云热像或嘉宾的虚拟卡通形象、竞演嘉宾的现场表现以及同竞演嘉宾的问答互动与观众共同竞猜嘉宾的真实身份。竞演共分为三轮，四位嘉宾在前两轮竞演中隐藏幕后，只利用自己的声音进行表演，每轮表演结束后由新声班学员选择一位最想拜师学艺的嘉宾现身并向其现场讨教，以此提升自己的台词水准。第一轮为「经典之声」，四位嘉宾需分别演绎不同情境的台词选段；第二轮为「魔力之声」，四位嘉宾需分别用自己的声音还原日常生活中的各种场景，展示声音的创造力与可塑性。在第三轮，四位竞演嘉宾从幕后走到台前，合作呈现一场精心准备的声音大秀，之后由现场300位观众投票决出该场的声音之王，晋级总决赛。在最后的总决赛，九位声音之王将会共同演绎一场年度声音大赏。
第二季节目共12期，与第一季最大的不同就是在总决赛之前增加了半决赛，并将常规竞演缩减至8场，以全新的「7+1」的形式进行。其中，「7」代表与第一季相同的晋级赛，而「1」则代表第二季新增的复活赛。同时，现场观众数也由300位增至500位。半决赛将从八位声音之王中选出四位晋级总决赛。
第三季节目共14期，在保留四位神秘声咖现身的基础上，新增了四位首席声咖。同时，常规竞演升级为两场一轮。每轮第一场竞演为结对赛，由首席声咖与神秘声咖互选结对；第二场为晋级赛，由结对成功的四组搭档进行现场合配，并由现场500位观众投票决出该轮的声音之王，晋级总决赛。
本节目除固定主持人之外，还设立了「幕后主持」一职（在节目中被称作「声音助理」），由沈梦辰固定担任。作为四位嘉宾现身前全场唯一一个知晓嘉宾真实身份的角色，声音助理将在幕后配音间全程陪同四位嘉宾进行竞演，并负责引导竞演现场与幕后配音间之间的互动，以及帮助竞演嘉宾在前两轮竞演中隐藏自己的真实身份。

## 赛季纵览
- 详细赛果请参考各季条目。
- 参赛选手中，粗体表示晋级决赛，斜体表示退赛。

| 赛季 | 开播           | 完结          | 集数 | 参赛人数 | 总冠军 |
| ---- | -------------- | ------------- | ---- | -------- | ------ |
| 1    | 2018年1月6日   | 2018年3月17日 | 11   | 36       | 朱亚文 |
| 2    | 2019年1月25日  | 2019年4月19日 | 12   | 28       | 秦昊   |
| 3    | 2019年12月28日 | 2020年4月11日 | 14   | 20       | 刘琳   |

### 试播集：魅力男声
本期是《声临其境》的试播集，主题为「魅力男声」。于北京时间2017年10月30日录制，2017年12月30日下午4时15分在湖南卫视播出。参加本期节目的新声班学员分别为石泰铭、张铭恩、潘宥诚、李艺彤、梁洁和郭俊辰。
试播集未设声音助理一职，且赛制与后续播出的正式竞演略有不同。前两轮竞演结束后，现场200位观众根据他们的表现投票，每轮得票最高的嘉宾现身并晋级第三轮竞演。在第三轮，两位竞演嘉宾需呈现自己精心准备的声音大秀，之后由现场观众投票决出本场的声音之王，而余下的两位嘉宾也会在本轮为大家带来自己的返场表演。由于试播集成绩不计入正式竞演，故本场最终竞演结果并未在节目中公布。

#### 第一轮：经典之声
| 出场顺序 | 嘉宾代号               | 表演内容           | 角色   | 得票数 |
| -------- | ---------------------- | ------------------ | ------ | ------ |
| 1        |                        | 《康熙王朝》片段   | 康熙   | 46     |
| 1        | 《人再囧途之泰囧》片段 | 王宝               |        | 46     |
| 2        | 龙猫                   | 《梅花烙》片段     | 皓祯   | 55     |
| 2        | 龙猫                   | 《还珠格格》片段   | 福尔康 | 55     |
| 3        | 喜羊羊                 | 《羞羞的铁拳》片段 | 张茱萸 | 47     |
| 3        | 喜羊羊                 | 《欢乐颂》片段     | 魏渭   | 47     |
| 4        | 小龙虾                 | 《无间道》片段     | 刘健明 | 52     |
| 4        | 小龙虾                 | 《天龙八部》片段   | 段誉   | 52     |

本轮，「龙猫」胜出，并于舞台现身，其真实身份为潘粤明。

#### 第二轮：魔力之声
本轮指定场景为「Morning call」，由新声班学员李艺彤作为助演嘉宾，四位嘉宾需分别用一段声音将其叫醒。
| 出场顺序 | 嘉宾（代号） | 表演内容           | 得票数 |
| -------- | ------------ | ------------------ | ------ |
| 1        | 潘粤明       | 温柔版Morning call | 47     |
| 2        | 喜羊羊       | 萌宠版Morning call | 49     |
| 3        |              | 宫廷版Morning call | 59     |
| 4        | 小龙虾       | 动漫版Morning call | 45     |

本轮，胜出，并于舞台现身，其真实身份为王刚。「喜羊羊」、「小龙虾」则被淘汰，并于离场前在舞台现身。「喜羊羊」的真实身份为侯勇，「小龙虾」的真实身份为叶清。

#### 第三轮：声音大秀
| 出场顺序 | 嘉宾                          | 表演内容               | 得票数 |
| -------- | ----------------------------- | ---------------------- | ------ |
| 1        | 王刚 （助演嘉宾：魏俊华团队） | 《夜幕下的哈尔滨》片段 | —      |
| 2        | 潘粤明 （助演嘉宾：侯勇）     | 《白夜追凶》现场版     | —      |

余下两位嘉宾的返场表演片段于节目末尾以特别花絮的形式播放。
| 出场顺序 | 嘉宾 | 表演内容                   | 得票数   |
| -------- | ---- | -------------------------- | -------- |
| 3        | 侯勇 | 《三生三世十里桃花》评书版 | 返场表演 |
| 4        | 叶清 | 《声音的故事》             | 返场表演 |

### 第一季（2018年）
| 集数 | 播出日期      | 嘉宾                           |
| ---- | ------------- | ------------------------------ |
| 1    | 2018年1月6日  | 潘粤明、张歆艺、赵立新、周一围 |
| 2    | 2018年1月13日 | 张铁林、唐国强、宁静、陈建斌   |
| 3    | 2018年1月20日 | 翟天临、高亚麟、李建义、朱亚文 |
| 4    | 2018年1月27日 | 韩雪、贾静雯、徐帆、马思纯     |
| 5    | 2018年2月3日  | 边江、张若昀、娄艺潇、郑恺     |
| 6    | 2018年2月10日 | 尹正、孙强、左小青、张丰毅     |
| 7    | 2018年2月17日 | 王洛勇、保剑锋、范明、郭德纲   |
| 8    | 2018年2月24日 | 黄志忠、王劲松、郭涛、郭京飞   |
| 9    | 2018年3月3日  | 张博、梅婷、柳云龙、李光洁     |
| 10   | 2018年3月10日 | 常规赛八位单期冠军             |
| 11   | 2018年3月17日 | 常规赛八位单期冠军             |

### 第二季（2019年）
| 集数 | 播出日期      | 嘉宾                         |
| ---- | ------------- | ---------------------------- |
| 1    | 2019年1月25日 | 涂松岩、严屹宽、杜淳、秦昊   |
| 2    | 2019年2月1日  | 朱时茂、白客、迪丽热巴、蔡明 |
| 3    | 2019年2月8日  | 林依晨、喻恩泰、倪萍、赵忠祥 |
| 4    | 2019年2月15日 | 万茜、刘敏涛、李沁、秦海璐   |
| 5    | 2019年2月22日 | 于毅、冯雷、张国强、刘奕君   |
| 6    | 2019年3月1日  | 吴越、王鸥、袁姗姗、王琳     |
| 7    | 2019年3月8日  | 吴樾、柯蓝、王祖蓝、窦骁     |
| 8    | 2019年3月15日 | 万茜、袁姗姗、喻恩泰、涂松岩 |
| 9    | 2019年3月22日 | 常规赛八位单期冠军           |
| 10   | 2019年3月29日 | 常规赛八位单期冠军           |
| 11   | 2019年4月5日  | 半决赛四位晋级者             |
| 12   | 2019年4月12日 | 第二季总冠军及12位华语配音员 |

### 第三季（2020年）
| 集数 | 播出日期       | 嘉宾                             | 嘉宾                             |
| 集数 | 播出日期       | 首席声咖                         | 神秘声咖                         |
| ---- | -------------- | -------------------------------- | -------------------------------- |
| 1    | 2019年12月28日 | 何冰 胡军 韩雪 王耀庆            | 秦俊杰、俞灏明、贾乃亮、潘斌龙   |
| 2    | 2020年1月4日   | 何冰 胡军 韩雪 王耀庆            | 秦俊杰、俞灏明、贾乃亮、潘斌龙   |
| 3    | 2020年1月11日  | 何冰 胡军 韩雪 王耀庆            | 瞿颖、刘琳、张含韵、朱丹         |
| 4    | 2020年1月25日  | 何冰 胡军 韩雪 王耀庆            | 瞿颖、刘琳、张含韵、朱丹         |
| 5    | 2020年2月1日   | 何冰 胡军 韩雪 王耀庆            | 耿乐、王智、高露、李诚儒         |
| 6    | 2020年2月8日   | 何冰 胡军 韩雪 王耀庆            | 耿乐、王智、高露、李诚儒         |
| 7    | 2020年2月15日  | 何冰 胡军 韩雪 王耀庆            | 高曙光、郭麒麟、刘端端、张光北   |
| 10   | 2020年3月7日   | 何冰 胡军 韩雪 王耀庆            | 高曙光、郭麒麟、刘端端、张光北   |
| 11   | 2020年3月14日  | 何冰 胡军 韩雪 王耀庆            | 周奇奇、王茂蕾、肖央、张萌       |
| 12   | 2020年3月21日  | 何冰 胡军 韩雪 王耀庆            | 周奇奇、王茂蕾、肖央、张萌       |
| 13   | 2020年3月28日  | 常规赛五位单轮冠军及复活者张含韵 | 常规赛五位单轮冠军及复活者张含韵 |
| 14   | 2020年4月11日  | 常规赛五位单轮冠军及复活者张含韵 | 常规赛五位单轮冠军及复活者张含韵 |

注：
第8－9期因2019冠状病毒病疫情改播「声临千万家」特别节目。

## 收视率

### 第一季
| 中国大陆 湖南卫视 首播收视率 |               |        |          |       |           |           |           |                                                             |
| 集數                         | 播出日期      | CSM52  | CSM52    | CSM52 | CSM全国网 | CSM全国网 | CSM全国网 | 備註                                                        |
| 集數                         | 播出日期      | 收視率 | 收視份額 | 排名  | 收視率    | 收視份額  | 排名      | 備註                                                        |
| 1                            | 2018年1月6日  | 0.636  | 3.78     | 10    | 0.61      | 4.33      | 1         | CSM52数据中缺哈尔滨数据，故实为CSM51 江苏《有话非要说》开播 |
| 2                            | 2018年1月13日 | 0.826  | 5.02     | 5     | 0.73      | 5.14      | 1         | 浙江《演员的诞生》暂停播映                                  |
| 3                            | 2018年1月20日 | 0.700  | 4.18     | 7     | 0.9       | 6.18      | 1         | 浙江《演员的诞生》复播／完结                                |
| 4                            | 2018年1月27日 | 1.148  | 7.14     | 2     | 0.96      | 6.84      | 1         |                                                             |
| 5                            | 2018年2月3日  | 1.076  | 7.25     | 3     | 0.96      | 7.05      | 1         |                                                             |
| 6                            | 2018年2月10日 | 0.982  | 6.37     | 2     | 1.08      | 7.35      | 1         | CSM31省会城市收视率1.04，份额6.1                            |
| 7                            | 2018年2月17日 | 0.801  | 5.30     | 3     | 0.93      | 6.37      | 1         | 浙江《异口同声》20:00开播 江苏《有话非要说》暂停播映        |
| 8                            | 2018年2月24日 | 1.005  | 6.43     | 3     | 0.89      | 6.37      | 1         | 浙江《异口同声》后移至21:10播出 江苏《有话非要说》复播      |
| 9                            | 2018年3月3日  | 0.954  | 6.23     | 4     | 0.72      | 5.27      | 1         |                                                             |
| 10                           | 2018年3月10日 | 1.265  | 8.07     | 2     | 1.0       | 7.8       | 1         |                                                             |
| 11                           | 2018年3月17日 | 1.116  | 7.09     | 3     | 0.94      | 7.09      | 1         | 江苏《有话非要说》暂停播映                                  |

1. 同时段或交叉时段主要节目：
  - 浙江卫视：《演员的诞生》／《异口同声》
  - 江苏卫视：《有话非要说》
2. 数据由广视索福瑞提供，调查范围为四岁以上之观众。
3. 以上收视排名不包括央视在内。
4. 资料来源：卫视这些事儿、卫视小露电、TV未知数。
5. 排名为週六晚间所有综艺节目的排名，并不一定为同一时段。

### 第二季
| 中国大陆 湖南卫视 首播收视率 |               |        |          |       |           |           |           |                                                                |
| 集數                         | 播出日期      | CSM55  | CSM55    | CSM55 | CSM全国网 | CSM全国网 | CSM全国网 | 備註                                                           |
| 集數                         | 播出日期      | 收視率 | 收視份額 | 排名  | 收視率    | 收視份額  | 排名      | 備註                                                           |
| 1                            | 2019年1月25日 | 0.948  | 3.44     | 1     | 1.06      | 3.86      | 1         |                                                                |
| 2                            | 2019年2月1日  | 1.140  | 4.10     | 2     | 1.23      | 4.51      | 1         | CSM55不含广告收视率1.16，份额4.12 浙江《王牌对王牌第四季》开播 |
| 3                            | 2019年2月8日  | 1.047  | 3.94     | 2     | 1.13      | 4.3       | 1         |                                                                |
| 4                            | 2019年2月15日 | 1.047  | 3.69     | 2     | 0.96      | 3.39      | 2         | 江苏《最强大脑第六季》开播                                     |
| 5                            | 2019年2月22日 | 0.886  | 3.16     | 4     | 0.85      | 3.04      | 1         |                                                                |
| 6                            | 2019年3月1日  | 1.117  | 4.00     | 2     | 1.02      | 3.73      | 2         |                                                                |
| 7                            | 2019年3月8日  | 0.915  | 3.40     | 5     | 0.92      | 3.52      | 1         |                                                                |
| 8                            | 2019年3月15日 | 0.709  | 2.62     | 5     | 0.73      | 2.77      | 2         |                                                                |
| 9                            | 2019年3月22日 | 0.946  | 3.43     | 5     | 0.83      | 3.1       | 2         |                                                                |
| 10                           | 2019年3月29日 | 0.947  | 3.64     | 3     | 0.82      | 3.22      | 2         |                                                                |
| 11                           | 2019年4月5日  | 1.121  | 4.38     | 3     | 0.97      | 3.82      | 2         |                                                                |
|                              | 2019年4月12日 |        |          |       |           |           |           | 因直播《歌手2019》歌王之战，暂停播映                           |
| 12                           | 2019年4月19日 | 0.587  | 4.26     | 8     | 0.44      | 3.63      | 3         | 本期节目推延至22:00播映 浙江《王牌对王牌第四季》完结           |

1. 同时段或交叉时段主要节目：
  - 浙江卫视：《王牌对王牌4》
  - 江苏卫视：《最强大脑6》
2. 数据由广视索福瑞提供，调查范围为四岁以上之观众。
3. 以上收视排名不包括央视在内。
4. 资料来源：卫视这些事儿、卫视小露电、TV未知数。
5. 排名为週五晚间所有综艺节目的排名，并不一定为同一时段。

### 第三季
| 中国大陆 湖南卫视 首播收视率 |                |        |          |        |           |           |           | |
| 集數                         | 播出日期       | CSM59  | CSM59    | CSM59  | CSM全国网 | CSM全国网 | CSM全国网 | 備註 |
| 集數                         | 播出日期       | 收視率 | 收視份額 | 排名   | 收視率    | 收視份額  | 排名      | 備註 |
| 1                            | 2019年12月28日 | 0.775  | 6.19     | 7      | 0.57      | 5.54      | 1         | 东方《亲爱的，来吃饭》22:00开播 |
| 2                            | 2020年1月4日   | 0.705  | 5.02     | 8      | 0.48      | 4.41      | 1         | 东方《亲爱的，来吃饭》前移至20:30播出                                                                                                 |
| 3                            | 2020年1月11日  | 0.809  | 5.82     | 7      | 0.59      | 5.22      | 1         | 浙江《漫游记》暂停播映 |
|                              | 2020年1月18日  |        |          |        |           |           |           | 因直播《2020湖南卫视春节联欢晚会》，暂停播映 浙江《漫游记》复播 东方《亲爱的，来吃饭》暂停播映                                        |
| 4                            | 2020年1月25日  | 0.966  | 6.07     | 9      | 0.65      | 5.13      | 3         | 因转播《新闻联播》超时，本期节目顺延至22:24播映 浙江《漫游记》暂停播映                                                                |
| 5                            | 2020年2月1日   | 0.935  | 5.14     | 4      | 0.72      | 4.56      | 1         | |
| 6                            | 2020年2月8日   | 0.892  | 5.11     | 5      | 0.67      | 4.38      | 1         | 因转播《新闻联播》超时，本期节目顺延至22:12播映                                                                                       |
| 7                            | 2020年2月15日  | 1.017  | 5.96     | 7      | 0.88      | 6.11      | 1         | 因转播《新闻联播》超时，本期节目顺延至22:15播映 第2－7期CVB平均收视率0.83，份额4.24，同时段排名第一                                   |
| 8                            | 2020年2月22日  | 0.786  | 4.45     | 9      | 0.58      | 3.87      | 1         | 因转播《新闻联播》超时，本期节目顺延至22:09播映 CVB收视率0.93，份额4.37，当日晚间节目类排名第三                                       |
| 9                            | 2020年2月29日  | 0.664  | 4.07     | 8      | 0.51      | 3.98      | 1         | 因转播《新闻联播》超时，本期节目顺延至22:19播映 CVB收视率0.93，份额4.64，当日晚间节目类排名第二 浙江《漫游记》复播                    |
| 10                           | 2020年3月7日   | 0.686  | 4.95     | 8      | 0.51      | 4.83      | 1         | 因转播《新闻联播》超时，本期节目顺延至22:22播映 CVB收视率0.85，份额4.5，当日晚间节目类排名第三 江苏《我们的乐队》播出先导片           |
| 11                           | 2020年3月14日  | 0.613  | 4.42     | 6      | 0.5       | 4.8       | 1         | 因转播《新闻联播》超时，本期节目顺延至22:16播映 CVB收视率0.86，份额4.61，同时段排名第一 江苏《我们的乐队》开播 浙江《漫游记》完结     |
| 12                           | 2020年3月21日  | 0.635  | 4.22     | 9      | 0.54      | 4.7       | 1         | 因转播《新闻联播》超时，本期节目顺延至22:04播映 CSM59数据中缺岳阳数据，故实为CSM58 浙江《周遊記》开播 东方《亲爱的，来吃饭》22:00复播 |
| 13                           | 2020年3月28日  | 0.598  | 4.25     | 10     | 0.61      | 5.7       | 1         | 因转播《新闻联播》超时，本期节目顺延至22:04播映 浙江《周遊記》暂停播映                                                                |
|                              | 2020年4月4日   |        |          |        |           |           |           | 因举行全国性哀悼活动，暂停播映 |
| 不適用                       | 2020年4月5日   | 不適用 | 不適用   | 不適用 | 不適用    | 不適用    | 不適用    | 浙江《周遊記》复播 |
| 14                           | 2020年4月11日  | —      | —        | —      | 0.44      | 4.42      | 1         | 因转播《新闻联播》超时，本期节目顺延至22:07播映                                                                                       |

1. 同时段或交叉时段主要节目：
  - 浙江卫视：《漫游记》／《周遊記》
  - 江苏卫视：《我们的乐队》
  - 东方卫视：《亲爱的，来吃饭》
2. 数据由广视索福瑞提供，调查范围为四岁以上之观众。
3. 以上收视排名不包括央视在内。
4. 资料来源：卫视这些事儿、卫视小露电、TV未知数。
5. 排名为週六晚间所有综艺节目的排名，并不一定为同一时段。

## 奖项纪录
| 年份   | 颁奖典礼                 | 奖项               | 入围               | 结果 |
| ------ | ------------------------ | ------------------ | ------------------ | ---- |
| 2018年 | 第24届上海电视节白玉兰奖 | 最佳季播电视节目奖 | 《声临其境》第一季 | 提名 |
| 2019年 | 第25届上海电视节白玉兰奖 | 最佳电视综艺节目奖 | 《声临其境》第二季 | 提名 |

## 反响与评价
2018年1月25日，《人民日报》发表评论文章称，《声临其境》以声音和台词为切入点，邀请老艺术家、演员通过不同形式进行声音表演，吸引了不少观众，特别是年轻观众。《声临其境》的诞生强有力地传达了表演的价值和意义，节目充分展现了台词功底深厚对表演的重要性，以及演员的专业素养，引导年轻观众树立欣赏好表演、好演员的审美观，年轻演员追求好表演、成为好演员的价值观，是一次对声台形表的回归，与浙江卫视于2017年第四季度推出的综艺节目《演员的诞生》有异曲同工之妙。此外，《声临其境》还提出了影视行业也应该树立文化自信，注重传统文化的传承的命题，对传统文化的继承和弘扬也是一种创新。
2018年2月6日，国家新闻出版广电总局监管中心《收听收看日报》对节目的艺术价值给予高度肯定。节目通过大量展现演员幕后工作的场景，让观众看到优秀文艺工作者对艺术的精益求精，可以说是用声音呈现出了艺术的正能量。
《声临其境》的热播还获得了包括《人民日报》、《光明日报》、《环球时报》等在内的多家权威媒体的关注。第一季最后一集播出后，已有豆瓣网友超过2.5万人参与打分，评分为8.3分，且播出期间曾创下最高评分8.7分的好成绩。截至北京时间3月19日3:00，《声临其境》微博主话题#声临其境#阅读量达25.3亿，粉丝讨论量破200万，节目首播期间持续位居综艺话题实时榜榜首；11期节目共有96个热搜词上榜。节目于收视、口碑和热度上的亮眼表现，使之成为中国大陆综艺市场2018年第一季度最成功的原创节目。
2018年4月7日，徐晴携《声临其境》参加2018年戛纳春季电视片交易会「中国智造」（英語：Wisdom in China）专场推介会，向全球从业者介绍节目模式，并获得了国际认可。同年5月23日，《声临其境》被国家广播电视总局评选为2018年第一季度广播电视创新创优节目。